# テントキシリシン
テントキシリシン(Tentoxilysin、EC 3.4.24.68)は、ペプチダーゼである。この酵素は、シナプトブレビンの-Gln76-Phe-結合を加水分解する反応を触媒する。
この酵素は、破傷風菌が生産する。